# لوسیا آبلو
لوسیا آبلو (به انگلیسی: Lucía Abello) یک کتابدار، کارشناس طبیعت‌شناسی و گیاه‌شناس شیلیایی است. وی در حوزه‌های کاوش، تحقیق، مستندسازی و انتشار گیاهان بومی در منطقه و کشور خود فعالیت دارد، همچنین، از طریق روش‌های عکاسی و انتشارات کتاب شناختی، کشف‌های پژوهشی خود را در اختیار مردم قرار می‌دهد. علاوه بر این، او به عنوان مسئول ترویج کتابخوانی از کتابخانه‌های عمومی با رویکرد حفظ محیط زیست بوده است.

## کتابخانه‌ها و محیط زیست
لوسیا آبلو هماهنگ‌کننده سیستم کتابخانه عمومی منطقه‌ای لوس ریوس است. قبل از این سمت، او مدیر کتابخانه عمومی شهری دونیهو و کتابخانه مدرسه کشاورزی سن ویسنته بود.
آبلو نقش منحصر به فردی را در کتابخانه‌ها ایفا نموده است که حفاظت از محیط زیست و علم اطلاعات را با یکدیگر ترکیب کرده است. این اهمیت بسیاری در شیلی و بخش‌های مختلفی از آمریکای لاتین دارد که در آن‌ها کاوش‌های تنوع زیستی و شرایط آب و هوایی با خواندن کتاب‌ها برای برنامه‌های آموزشی به دانش‌آموزان منتقل می‌شوند. آبلو به عنوان مدیر کتابخانه عمومی شهری در دونیهو، برنامه‌های آموزشی بین کتابخانه و پارک سافاری ایجاد کرد. او چندین مصاحبه انجام داده است و کار او توسط مرکز منطقه ای یونسکو برای ترویج کتاب در آمریکای لاتین و کارائیب به رسمیت شناخته شده است. وی در چندین مصاحبه در این زمینه شرکت کرده است و از سوی مرکز منطقه‌ای یونسکو به دلیل تلاش‌هایش در ترویج کتاب‌خوانی در آمریکای لاتین و کارائیب، تحت عنوان کتابدار برجسته سال در سال ۲۰۱۲ انتخاب شده است.
خودش می‌گوید «در تاریخ ۴ آوریل ۲۰۰۴، پس از برنده شدن در یک مسابقه برای سمت مدیر کتابخانه، به کار در کتابخانه عمومی دونیهو درآمدم. طی مدتی که پیش رفت، ما امکان اعمال تغییرات مختلف را داشتیم. در ابتدا، از یک مکان فیزیکی که مناسب برای کتابخانه نبود، به مکانی خوش‌آمدتر و جذابتر منتقل شدیم که تعداد بیشتری از افراد را به مطالعه و کتابخوانی وادار کرد. با توجه به کمبود فضا، شهرداری محلی یک اتاق مطالعهٔ عمومی جدید را ساخت و به همین منظور، ما بخشی را به عنوان اتاق مطالعه برای بزرگسالان فعالیت کردیم و همچنین با برنامه BiblioRedes که توسط DIBAM ارائه شده بود، آزمایشگاه کامپیوتر راه‌اندازی کردیم. در کنار فضاها، تلاش‌های ما در توسعه جامعه نیز پایدار ادامه یافته است.»

## جوایز و امتیازات

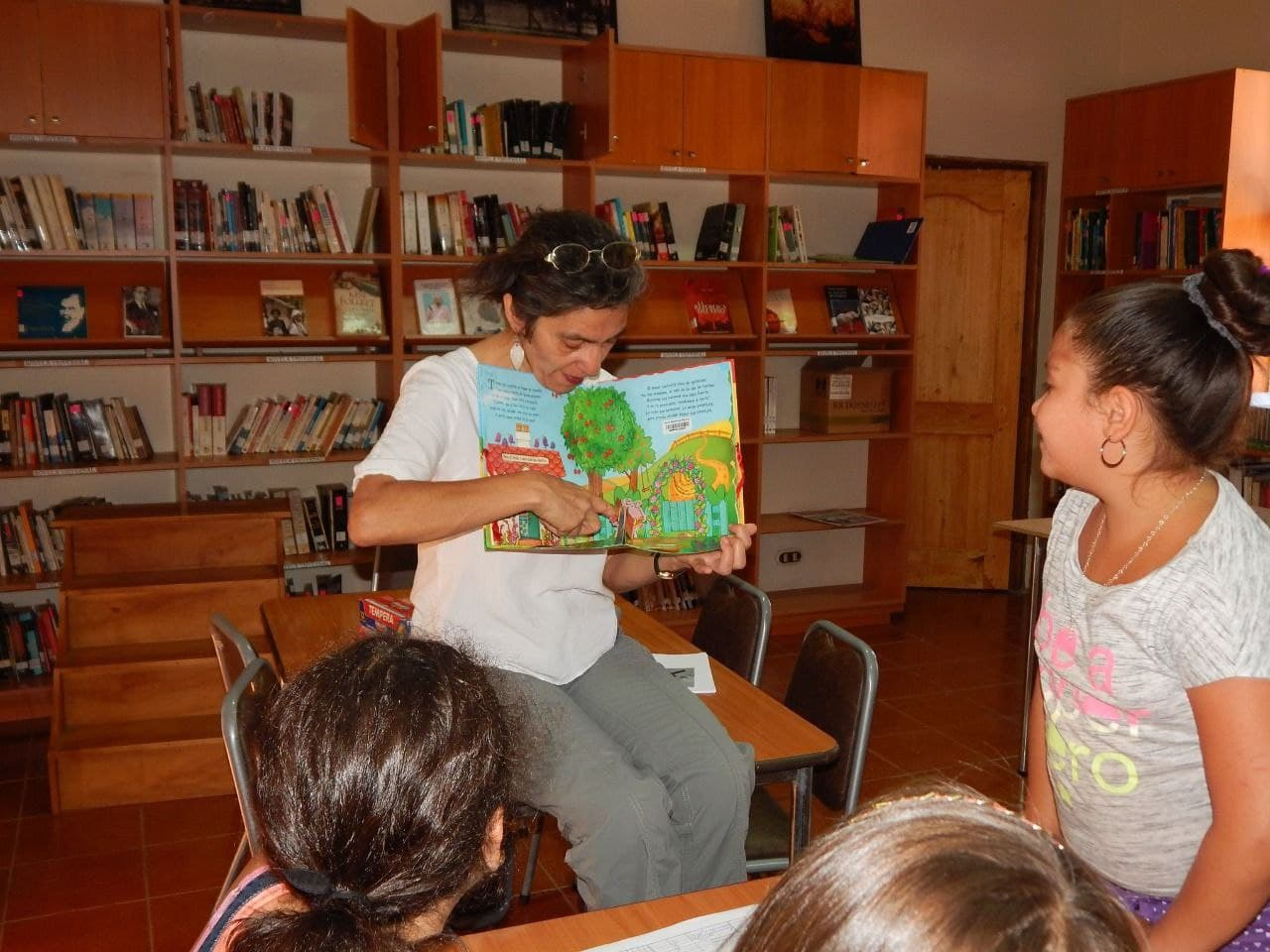
لوسیا آبلو در حال برگزاری کارگاه‌های خواندن در کتابخانه عمومی

جایزهٔ لیاقت و شایستگی. شهرداری برجسته دونیهو برای کار حرفه ای برجسته اش (۱۹۹۵).
مرکز منابع یادگیری دبیرستان کلودیو آررو لئون دی دونیهو: برای حمایت مداوم او از دانش آموزان در کارشان به عنوان کتابدار (۲۰۰۳).
بورسیه تحصیلی برای دوره کارآموزی در بنیاد آلمانی سانچز رویپرز، سالامانکا، اسپانیا که توسط صندوق کتاب شورای ملی فرهنگ و هنر (۲۰۰۴) اعطا می‌شود.
شورای منطقه ای فرهنگ و هنر از اعضای فهرست منطقه ای، ستون‌های بنیادی نهاد فرهنگی جدید (۲۰۰۷) قدردانی می‌کند.
جایزه کتابدار برجسته توسط کالج کتابداران شیلی، ۲۰۱۲.
مدرسه کشاورزی سن ویسنته دو پل، کویماویدا، کولتائوکو: برای کمک ارزشمند او به آموزش دانش آموزان ما (۲۰۱۳).
شهرداری برجسته دونیهو به پاس قدردانی از ۲۰ سال کار او در آموزش و پرورش کمون (۲۰۱۴).
کالج کتابداران پرو ادغام به عنوان یک عضو افتخاری (۲۰۱۴).
برای ادغام شبکه برنامه آموزشی بین‌المللی نوآوران کتابخانه‌های نوظهور (INELI-Iberoamérica)، که توسط CERLALC در ۱۰ کشور آمریکای لاتین و با همکاری بنیاد آلمانی سانچز رویپرز و بنیاد بیل و ملیندا گیتس اجرا شد، انتخاب شد.
انتخاب شده توسط کالج کتابداران شیلی به عنوان مربی برای برنامه حمایت بین‌المللی (IAP - IFLA LAC - ODS و Agenda 2030 (2016).
جایزه FILSA 2022 برای ارتقای خوانندگان.

## انتشارات

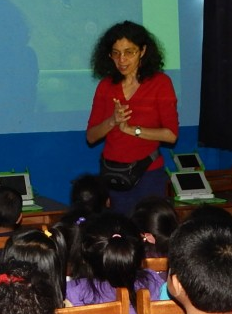
لوسیا در کارگاهی در لیما (پرو)

- کوردرو، سباستین، گالویز، فرانسیسکا؛ آبلو، لوسیا. (۲۰۲۱). کاربردهای سنتی فلور شیلی جلد اول: بومیان. والپارایسو: Planeta de Papel.
- آبلو، لوسیا. کتابخانه و رابطه آن با دانش. پانل. VII کنگره ملی کتابخانه‌های عمومی کتابخانه ملی کلمبیا، ۳۰ نوامبر سال ۷ دی ۲۰۲۰.[۱۶]
- آبلو، لوسیا؛ ریس، جوزفینا؛ کوواس، کلودیا؛ فوئنتس، ماریا آنجلیکا. کتابخانه‌ها، اهداف توسعه پایدار (SDG) و دستور کار ۲۰۳۰ سازمان ملل: انتخاب مختصری از شیوه‌های کتابخانه خوب در شیلی (۲۰۱۹) / کالج کتابداران کمیسیون ایفلا شیلی.[۱۷]
- آبلو، لوسیا؛ پاز خوارز، ویکتور هوگو؛ رویز پرز، رافائل؛ ویگا ویلا، ایزابل اینس (۲۰۱۸). «فضاهایی برای خلقت مدل‌هایی برای ایجاد فضاهای ایجاد در کتابخانه شما» (PDF). سرالک. مرکز منطقه‌ای برای ال فومنتو دل لیبرو در آمریکا لاتین و ال کارییب.
- آبلو، لوسیا (۲۰۱۷). دوره آموزشی Ecoguides در کمون Doñihue: کاوش سایر اشکال خواندنی که به SDGs دستور کار ۲۰۳۰ کمک می‌کند، از کتابخانه عمومی شهری دونیهو، شیلی. مقاله ارائه شده در: IFLA WLIC 2017 – Wrocław، لهستان – کتابخانه‌ها. همبستگی. جامعه. در جلسه ۱۳۹ - بخش V - مناطق.[۱۸]
- آبلو، لوسیا و ریس مونوز، جوزفینا (۲۰۱۷) نقشه وضعیت جزئی کتابخانه‌ها در شیلی و نحوه مشارکت آنها در دستور کار سال ۲۰۳۰ از طریق شیوه‌های خوب کتابخانه ای (BPB). مقاله ارائه شده در: IFLA WLIC 2017 – Wrocław، لهستان – کتابخانه‌ها. همبستگی. جامعه. در جلسه ۱۶۱ - آمریکای لاتین و دریای کارائیب.[۱۹]
- کوردرو، سباستین؛ آبلو، لوسیا؛ گالویز، فرانسیسکا. گیاهان وحشی خوراکی و دارویی شیلی و سایر نقاط جهان (۲۰۱۷).
- آبلو، لوسیا؛ ماکایا، خورخه. ۲۰۱۳. یافته‌های Adesmia pirionii IM Johnst. (Fabaceae) در Alhué، کشو پیچی، محدوده ساحلی، آلهو، منطقه شهری، شیلی. سال کلریس چیلنسیس 16 N°1.[۲۰]
- آبلو، لوسیا (۲۰۱۱) آموزش محیطی از کتابخانه عمومی: یک نیاز ضروری. ۱۰۹ — نوآوری پایدار و اطلاعات سبز برای همه — گروه مورد علاقه ویژه پایداری محیطی و کتابخانه‌ها. مقاله ارائه شده در: IFLA WLIC 2011[۲۱]
- آبلو، لوسیا و ریچی، مارسیا جویاس د دونیهو و ذخیره‌گاه ملی روبلریا دل کوبر د لونچا.
- مارتیکورنا، آلیشیا؛ آلارکون، دیگو؛ آبلو، آبلو؛ آتالا، کریستین. گیاهان بالارونده، اپی فیت‌ها و انگل‌های بومی شیلی. گویا د کامپو. (۲۰۱۰). کانسپسیون، کورما.[۲۲]
- آبلو، لوسیا. کتابخانه عمومی: بین ترویج خواندن و سواد دیجیتال تجربیات کتابخانه عمومی شهری دونیهو. ۲. کنگره ایبروآمریکایی کتابداری: «کتابخانه‌ها و مطالب جدید در فضای دیجیتال». بوئنوس آیرس، ۱۴ تا ۱۷ آوریل، ۲۰۰۷.[۲۳]
- آبلو، لوسیا. نقش کتابخانه‌ها و متخصصان اطلاع‌رسانی در رابطه با مصرف فرهنگی: تأملی کوتاه. Biblios, 2006, n. 24.[۲۴]
- آبلو، لوسیا. کتابخانه عمومی: عامل شمول اجتماعی-فرهنگی. تجربه کتابخانه عمومی شهری دونیهو, در اولین کنگره ملی کتابخانه‌های عمومی، سانتیاگو (شیلی)، ۸–۱۰ نوامبر ۲۰۰۶.[۲۵]